# Błędówko (gmina)
Błędówko (od 1952 Cieksyn) – dawna gmina wiejska istniejąca w latach 1867-1952 w Warszawskiem. Siedzibą gminy było Błędówko.

## Historia
Gmina Błędówko powstała 13 stycznia 1867 roku w związku z reformą gminną w Królestwie Polskim. Należała do powiatu płońskiego w guberni warszawskiej.
16 marca 1916, w związku z reorganizacją administracyjną terenów Królestwa Polskiego pod okupacją niemiecką podczas I wojny światowej, większą część gminy Błędówko włączono do powiatu warszawskiego: (Błędowo, Błędówko, Błogosławie, Borkowo, Czarna, Dobrawola, Falbogi Wielkie, Janowo, Koryciska, Nowiny, Nowosiółki, Pomocnia, Smoły, Swobodnia, Śniadowo, Śniadówko, Wilamy, Wojszczyce, Wola Błędowska i Zaręby). 
Po przejściu pod administrację polską w 14 sierpnia 1919 roku zmianę powiatu skaskowano, a gmina powróciła do powiatu płońskiego, wchodząc w skład nowo utworzonego woj. warszawskiego.
1 stycznia 1926 do gminy Błędówko włączono wieś Falbogi Borowe z gminy Pomiechowo w powiecie warszawskim.
Po wojnie gmina zachowała przynależność administracyjną.
28 marca 1952 jednostka została zniesiona po przeniesieniu siedziby gminy z Błędówka do Cieksyna i przemianowaniu na gminę Cieksyn. 1 lipca 1952 gmina Cieksyn była podzielona na 25 gromad.